# Exit, le droit de mourir
Pour plus de détails, voir Fiche technique et Distribution.
Exit, le droit de mourir est un film documentaire suisse réalisé par Fernand Melgar, sorti en 2005. Tourné en cinéma direct, le film accompagne des bénévoles de l’association Exit qui ont pour mission d'offrir une assistance au suicide à des personnes condamnées ou qui souhaitent mourir.
Il relance le débat sur le suicide assisté au sein de la population en Suisse, seul pays au monde, du fait d'un vide juridique, à autoriser cette pratique en 2005. Norbert Creutz du Temps relève – « Exit, le droit de mourir lève pudiquement le voile sur un tabou. C'est son grand mérite. Mais on devine que ce n'est là que le début d'un débat appelé à prendre de l'ampleur ».
Après la sortie du film et du fait de la forte médiatisation de l'association EXIT, le Conseil fédéral a mandaté le Département fédéral de justice et police de procéder à un nouvel examen de la situation.
Il est salué par la critique et reçoit notamment le prix du meilleur documentaire au Prix du Cinéma Suisse et le Golden Link Award de la meilleure coproduction européenne.
Le film est disponible gratuitement en VOD.

## Synopsis
Exit, le droit de mourir lève pour la première fois le voile sur le fonctionnement d'EXIT Suisse romande. Cette association à but non lucratif pratique depuis 1982 l'assistance au suicide. Leurs membres peuvent se faire aider par des bénévoles que l'on nomme les accompagnateurs. Ils se chargent d’apporter une potion létale, de recueillir la signature du patient confirmant sa résolution et, une fois le décès survenu, d'appeler la police pour constat. Depuis 1942, la Suisse fait figure de pionnière en la matière : elle est le premier pays au monde qui ne punit pas l'aide au suicide. Nous partageons les rencontres de trois de ses accompagnateurs avec ceux qui ont décidé d'en finir avec la vie. Cette assistance ne se limite pas à fournir les moyens de mettre fin à ses jours. Elle est aussi un soutien moral auprès du malade et de ses proches. L'accompagnateur est chargé d'évaluer une demande et, en l'absence de raison valable, de dissuader le candidat de passer à l'acte. Cet accompagnement peut durer des semaines, des mois, voire des années. Dans la moitié des cas, les demandes n'aboutissent pas à un suicide mais à une mort naturelle.

## Fiche technique
- Titre original : EXIT, le droit de mourir
- Titre anglais : EXIT, the right to die
- Réalisation : Fernand Melgar
- Image : Camille Cottagnoud, Steff Bossert, Fernand Melgar
- Son : Blaise Gabioud
- Montage : Karine Sudan
- Production : Fernand Melgar, Jean-Marc Henchoz
- En coproduction avec : JMH production, RTS - Unité Documentaire, SSR SRG, RSI, Arte, YLE TV2
- Avec le soutien de : Office fédéral de la culture
- Distribution suisse : Fernand Melgar
- Distribution internationale : Catndocs - Paris
- Pays d'origine :  Suisse
- Langue originale : français
- Format : Betacam, 1.78, couleur, stéréo
- Genre : documentaire
- Durée : 76 minutes
- Sortie :
  -  Suisse : au cinéma 11 septembre 2005 ; RTS Un : 30 novembre 2005
  -  États-Unis : au cinéma 11 octobre 2005
  -  France, Arte : 27 avril 2006

## Production

### Contexte

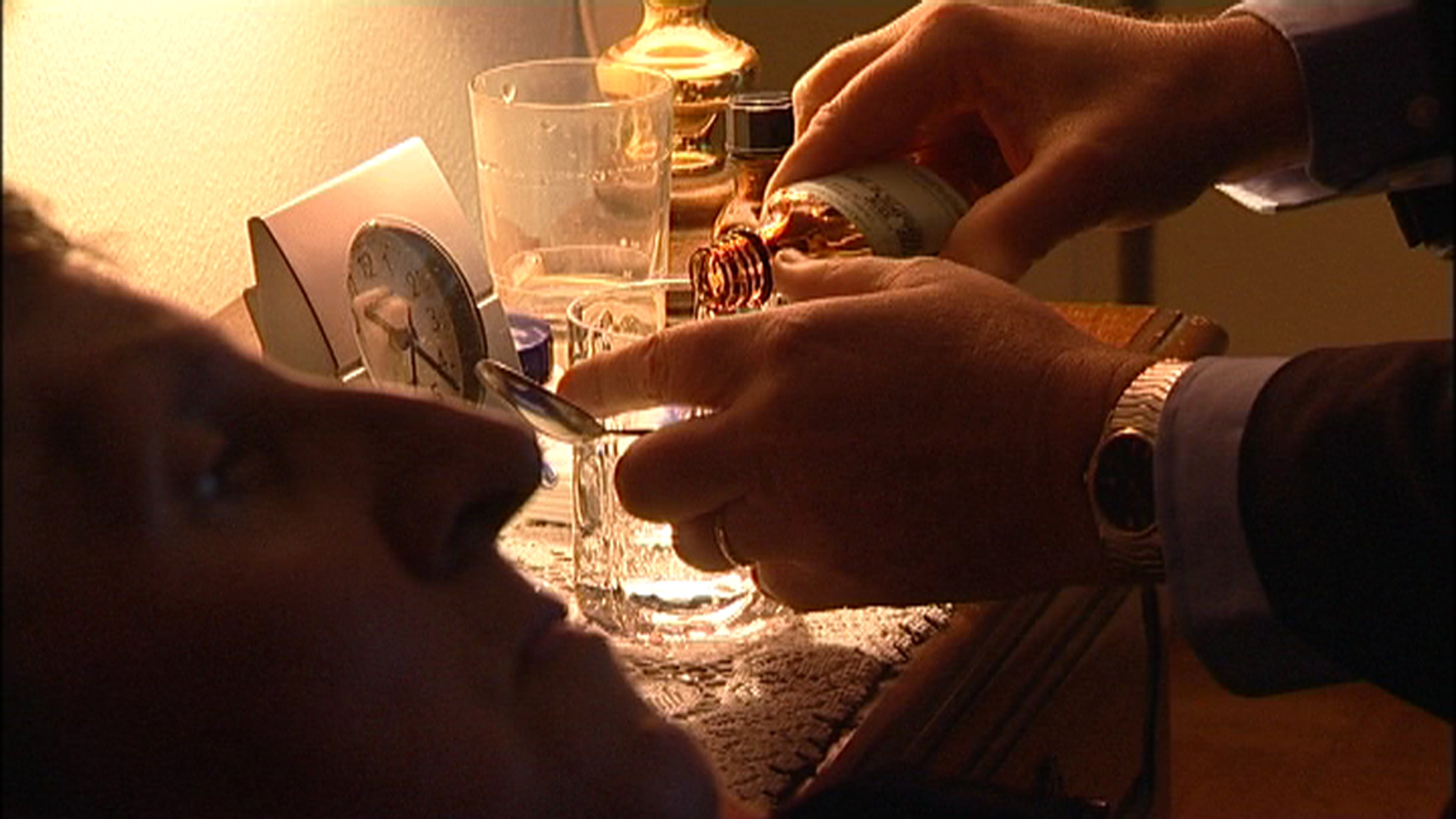
Le Dr Sobel prépare la potion létale à Micheline.

L'assistance au suicide étant autorisée en Suisse, des associations à but non lucratif se sont créées pour aider les personnes condamnées ou qui souhaitent mourir. Elles sont suivies un certain temps par un accompagnateur avant de mettre fin à leur jour en absorbant une boisson létale. L’article 115 du Code pénal suisse condamne l’incitation et l’assistance au suicide, quand elle répond à un mobile égoïste : « Celui qui, poussé par un mobile égoïste, aura incité une personne au suicide, ou lui aura prêté assistance en vue du suicide, sera, si le suicide a été consommé ou tenté, puni de la réclusion pour cinq ans au plus ou de l'emprisonnement ». Il est donc autorisé pour tout mobile altruiste.

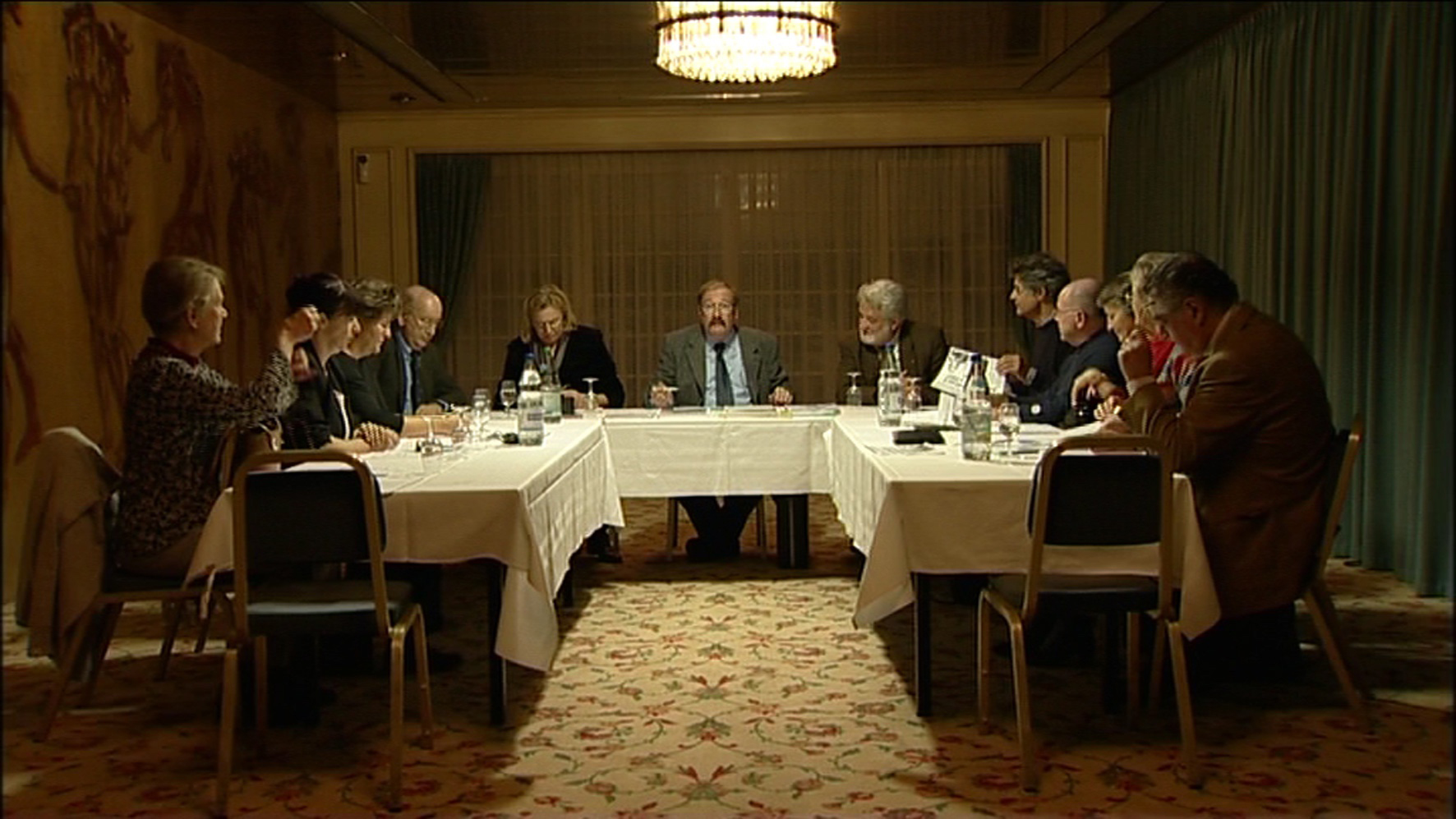
Réunion des accompagnateurs d’EXIT Suisse romande.

Le mouvement EXIT pour le droit de mourir dans la dignité est né en Angleterre en 1935. Il s'est étendu à d'autres continents regroupant en 2018 quarantaine d'associations fédérées dans le monde, avec près d'un million d'adhérents qui disposent d'un testament dit biologique, par lequel ils refusent d'être maintenus artificiellement en vie en cas d'accident, de maladie incurable ou de vieillesse avancée. En Suisse, deux associations à but non lucratif distinctes ont été fondées en 1982, EXIT Suisse alémanique et EXIT Suisse romande,. En 2018, elles comptent plus de 110 000 membres en Suisse alémanique et plus de 26 000 en Suisse romande. Depuis 2000, le président d'EXIT Suisse romande est le Dr Jérôme Sobel.

### Genèse

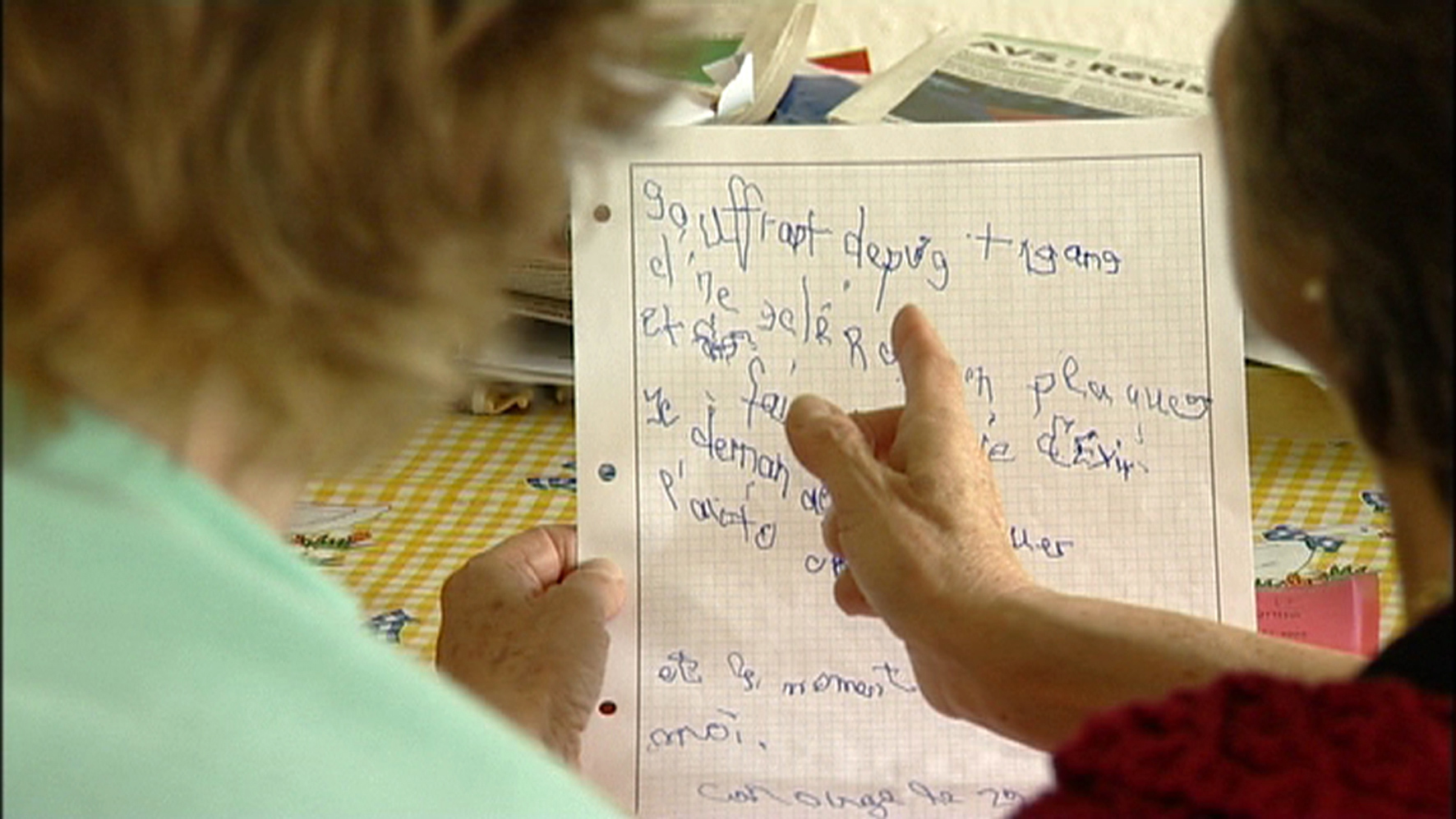
L’accompagnatrice Marianne aide Jocelyne à lire sa demande d'accompagnement.

Le réalisateur découvre sur le journal télévisé de France 2 un sujet intitulé "Le tourisme de la mort". Une Française se rend à Zurich, s’entretient avec une bénévole de l'association Dignitas, absorbe une potion létale et décède. Fernand Melgar est abasourdi – « Sans juger des raisons de cette dame, atteinte d’un cancer, je me suis dit: “C’est aussi simple que ça? On prend un médicament et on cesse de vivre?” ». La bénévole accompagnant avec bienveillance la condamnée lui apparaît comme un ange de la mort.

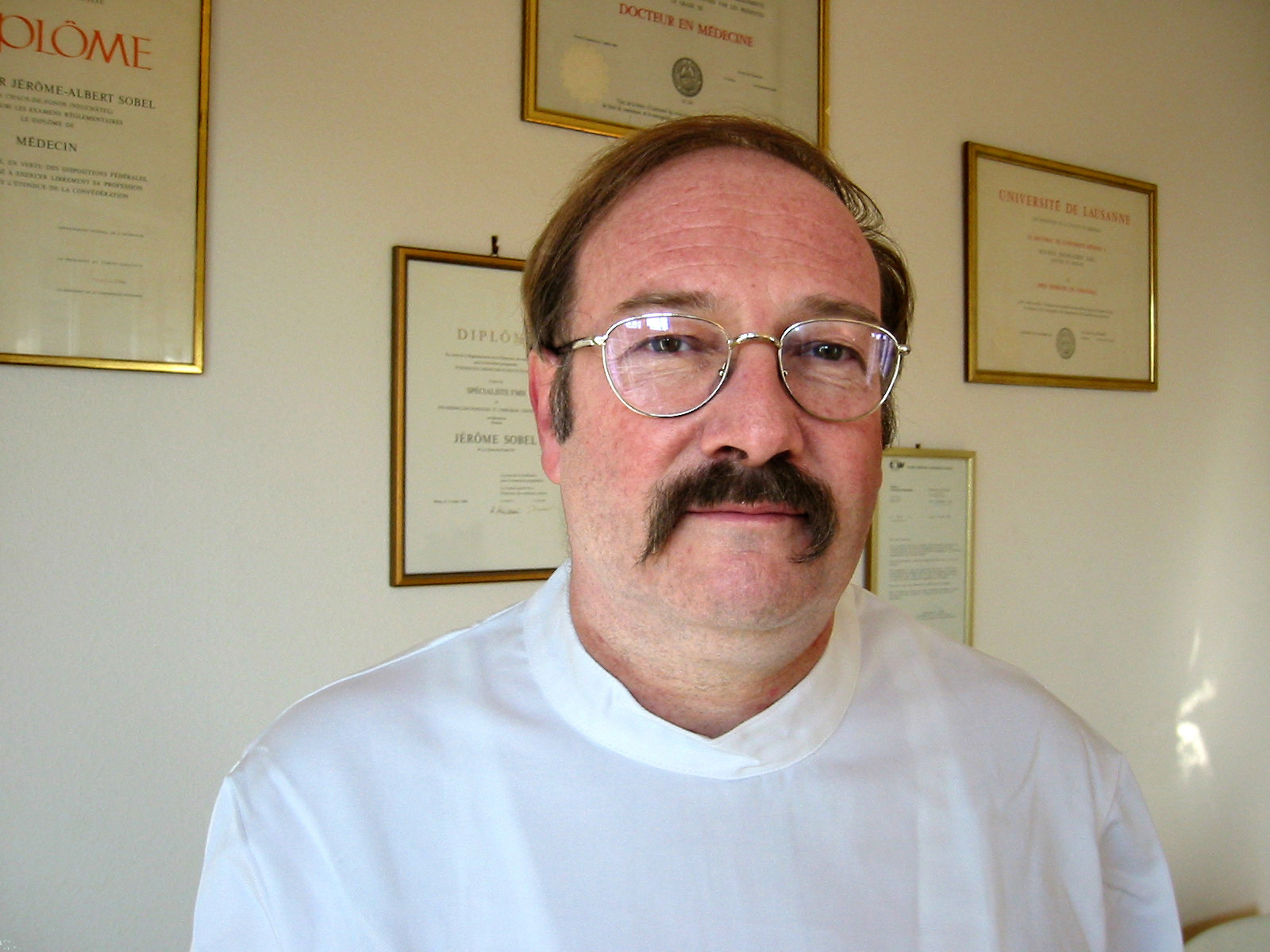
Dr Sobel, président d’EXIT Suisse romande.

Fernand Melgar contacte le Dr Jérôme Sobel, président d'EXIT Suisse romande, pour lui soumettre l'idée d'un film sur les accompagnateurs. Sans hésiter, le président lui répond : « Nous n’avons rien à cacher, c’est carte blanche ». Pour le cinéaste, c’est une condition sine qua non – « Je ne force jamais la porte. Je ne fais pas d’images volées. Je ne contrains pas les gens. J’ai toujours besoin d’une relation de confiance pour comprendre les choses. J’ai besoin d’aimer les gens ». Mais il précise – « Ce film n’est pas du tout un film de commande d’EXIT, mais il s’est fait dans une relation de confiance mutuelle. [...] Dans le contrat moral passé avec EXIT, il était évident qu’ils seraient les premiers, avec les patients, à voir le film et à décider si je les avais respectés. J’ai gardé l’indépendance de mon regard et de mon point de vue, mais je voulais éviter les erreurs de forme ».
« Je n'ai pas voulu faire un film sur la mort », explique Fernand Melgar, dont la propre existence a été marquée par la fin tragique d'un de ses enfants. « Ce que j'ai voulu montrer touche plutôt à la question de la dignité humaine : j'ai tenté de comprendre, et donc de faire comprendre, jusqu'à quel point la vie était supportable. Je sais que la question du suicide et de l'accompagnement de celui-ci pose d'énormes questions d'ordre éthique, religieux ou social, mais mon film n'est pas un reportage " objectif " qui expose les éléments d'un débat ».
« J'aimerais que mon film fasse réfléchir à des questions qu'on évacue le plus souvent dans la société actuelle », déclare le réalisateur. « De même que les rites funéraires disparaissent, tout ce qui touche à la mort est escamoté ou esquivé, alors qu'elle fait partie de la vie. Et que dire de la mort volontaire ? Loin d'en faire l'apologie, je pose la question en l'inscrivant dans la vie ».

### Tournage

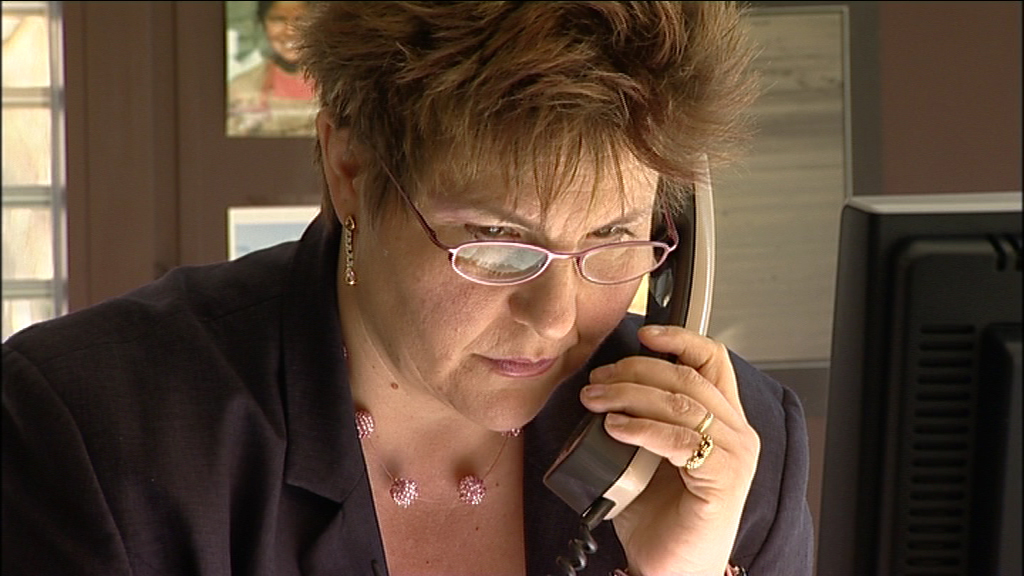
Elisabeth reçoit une demande d’accompagnement au secrétariat d’EXIT Suisse romande.

Le tournage commence au printemps 2003 et se termine le 22 janvier 2005 avec la dernière séquence du film, l'accompagnement de Micheline par le Dr Sobel. La majorité des scènes sont tournées en Suisse romande, à l'exception du congrès mondial d'EXIT à Tokyo. Malgré un tournage étalé sur deux ans, le réalisateur n'a pas voulu accumuler les rushes. Il ne recense que deux séquences non utilisées – « Ce qui est assez rare pour un documentaire de captation. Les gens que tu rencontres n’ont plus beaucoup de temps devant eux. Ce qu’ils vivent est essentiel. Je me voyais mal me dire sur la table de montage: “Oh, il est pas très bon…” ». Comme pour son film précédent Remue-Ménage, Fernand Melgar choisit à nouveau le cinéma direct pour obtenir une proximité avec ses protagonistes qui fait oublier complètement la caméra. Accompagné d'une équipe technique réduite, ils se sont immergés dans l'univers des accompagnateurs d'EXIT tout en gardant une distance et en évitant de filmer certaines situations extrêmement dramatiques auxquelles ils sont confrontés – « Je redoutais toujours de tomber dans le voyeurisme, le pathos. Je ne voulais pas qu’on soit submergé par l’émotion, qu’on oublie l’essentiel: affronter de face notre propre fin. Je montre une série de cas pour inciter le spectateur à réfléchir. À se dire: cette personne à l’écran, c’est mon père, mon frère ou moi-même… ».

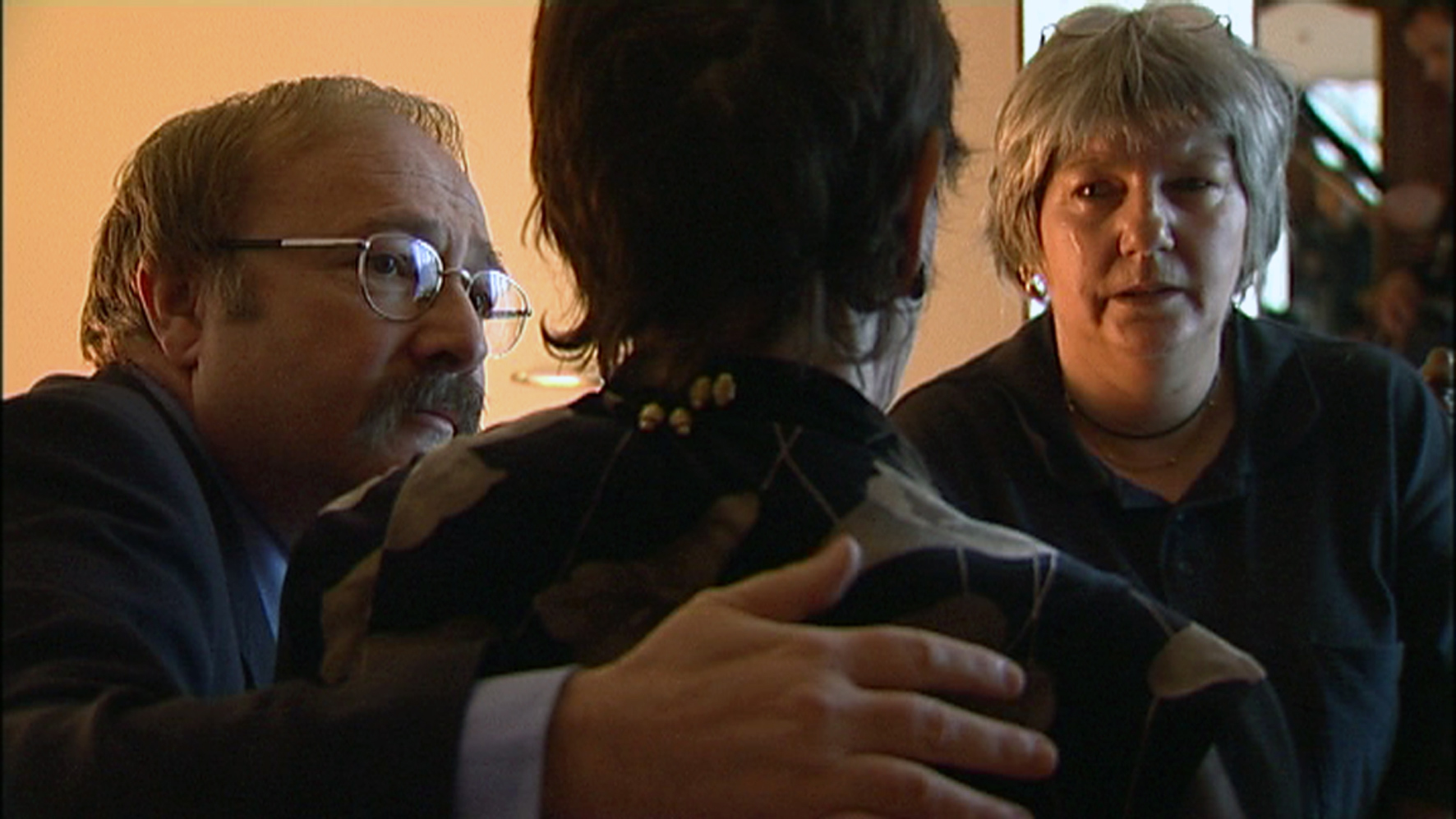
Dr Sobel et l'amie Magali disent au revoir à Micheline.

Durant tout le tournage, Fernand Melgar s’est promis de ne pas filmer le dernier geste, celui où la personne boit la potion. Mais Micheline, la protagoniste atteinte de sclérose en plaques qui ouvre le film et qui demande qu'on l'aide à mettre fin à ses douleurs, lui a dit – « Vous pouvez être là durant mes derniers moments ». La pièce où se déroule l'assistance au suicide étant petite, le réalisateur reste dans la cuisine, relié à l'ingénieur du son par un récepteur HF qui lui permet d'écouter la scène – « Moi qui suis assez peu pratiquant, ni même croyant, à un moment, j’ai allumé une bougie et je me suis mis à prier [...] Je me suis mis à penser très fort à Micheline. Je n’ai pas eu de révélation mystique, mais je me suis senti dans une humanité. J’ai vécu un moment de très grande émotion, et de sérénité aussi. J’avais les larmes aux yeux et, j’étais très proche des personnes que j’ai perdues. En revoyant les images du Dr Sobel, je me suis dit que j’étais dans le même état que lui, quand il dit: “Que la lumière vous guide et vous conduise vers la paix…” J’étais dans le spirituel comme je l’ai rarement été. Un moment d’humanisme où l’on peut croire à quelque chose qui nous dépasse ».

## Sortie
La première mondiale a lieu au festival Visions du réel le 22 avril 2005 à Nyon. Le film sort au cinéma le 11 septembre 2005 en Suisse. Il est bien accueilli par le public et des débats accompagnent les projections. Il est également programmé en octobre 2005 au Film Forum à New York.
Exit, le droit de mourir est diffusé sur la RTS Un en primetime dans "Doc évènement" le 30 novembre 2005 à 20h30. Il est suivi d'un débat sur Infrarouge. Le film a été suivi par 188 000 spectateurs, soit une part de marché de 30 %. Le débat qui a suivi a retenu l'attention de 115 000 spectateurs pour 21 % de parts de marché. Le film a obtenu 5/5 de note de satisfaction, le débat 4,9/5.
La diffusion sur Arte a lieu le 27 avril 2006 à 22h20 dans « La vie en face ».

## Accueil

### Critique positive

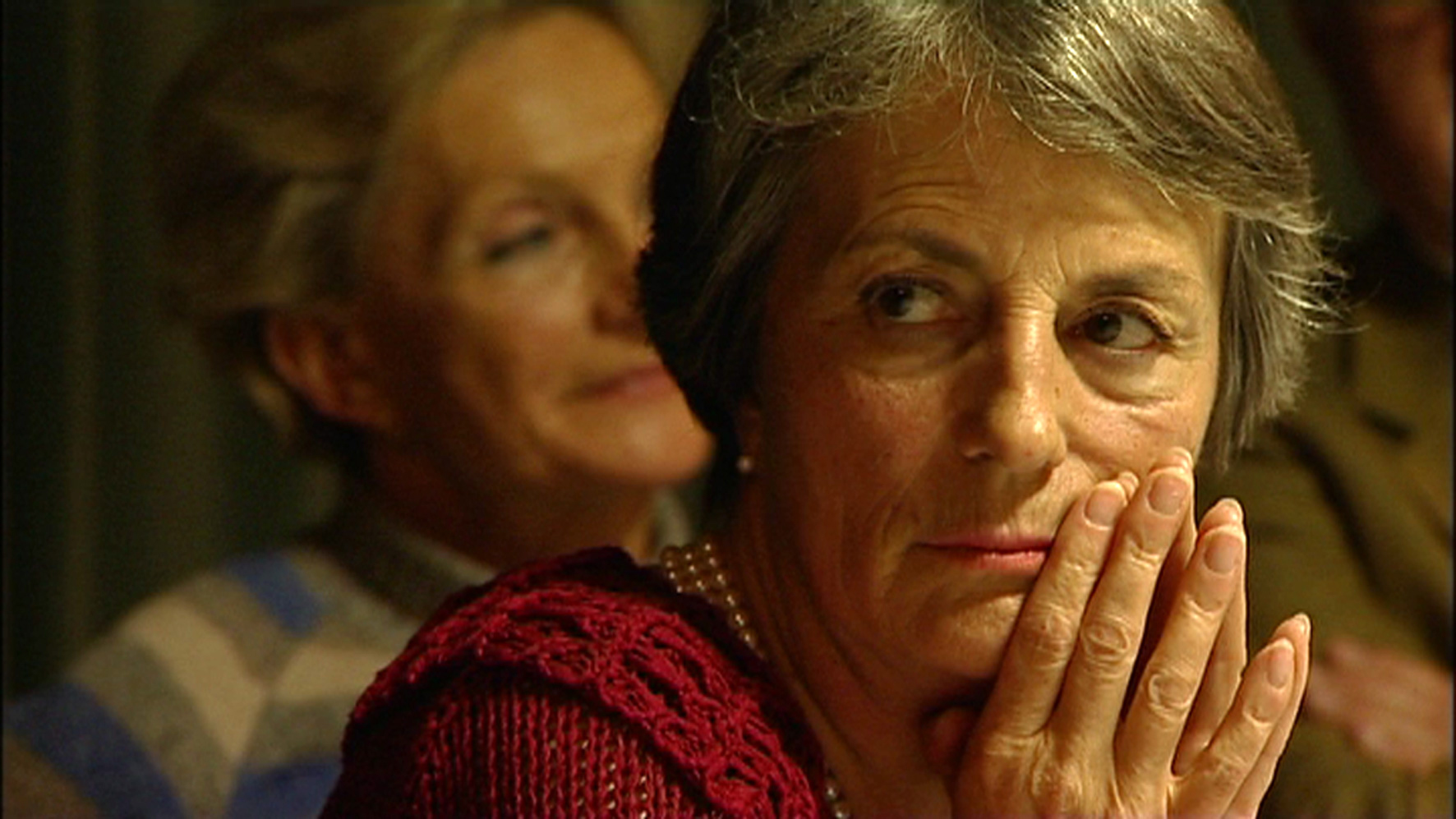
L’accompagnatrice Marianne à la réunion d’EXIT Suisse romande.

Jean Roy, critique à L'Humanité, écrit : « Ce pourrait être insoutenable et c’est juste magnifique, tant la caméra est toujours à la distance parfaite, refusant voyeurisme et exploitation malsaine comme condescendance et apitoiement. À la réserve obligée dans le traitement de telles situations correspond toute la pudeur d’un style. C’est cela le grand cinéma ». Pour Serge Molla de Ciné-feuilles – « Fernand Melgar montre combien il serait fécond de ne pas opposer les tenants des soins palliatifs à ceux qui soutiennent une association comme Exit : les uns et les autres sont très conscients que le respect de la dignité est essentiel et qu'il ne s'agit pas tant de mourir que de ne plus souffrir. Mais y a-t-il une limite dans l'écoute de la demande du malade? Comment juger de la qualité d'une existence? Où se situe l'accompagnement? Par la qualité des questions qu'il soulève et du débat qu'il suscitera, un tel documentaire est important et utile. Pour que la mort soit de moins en moins un sujet tabou ».

### Critique négative

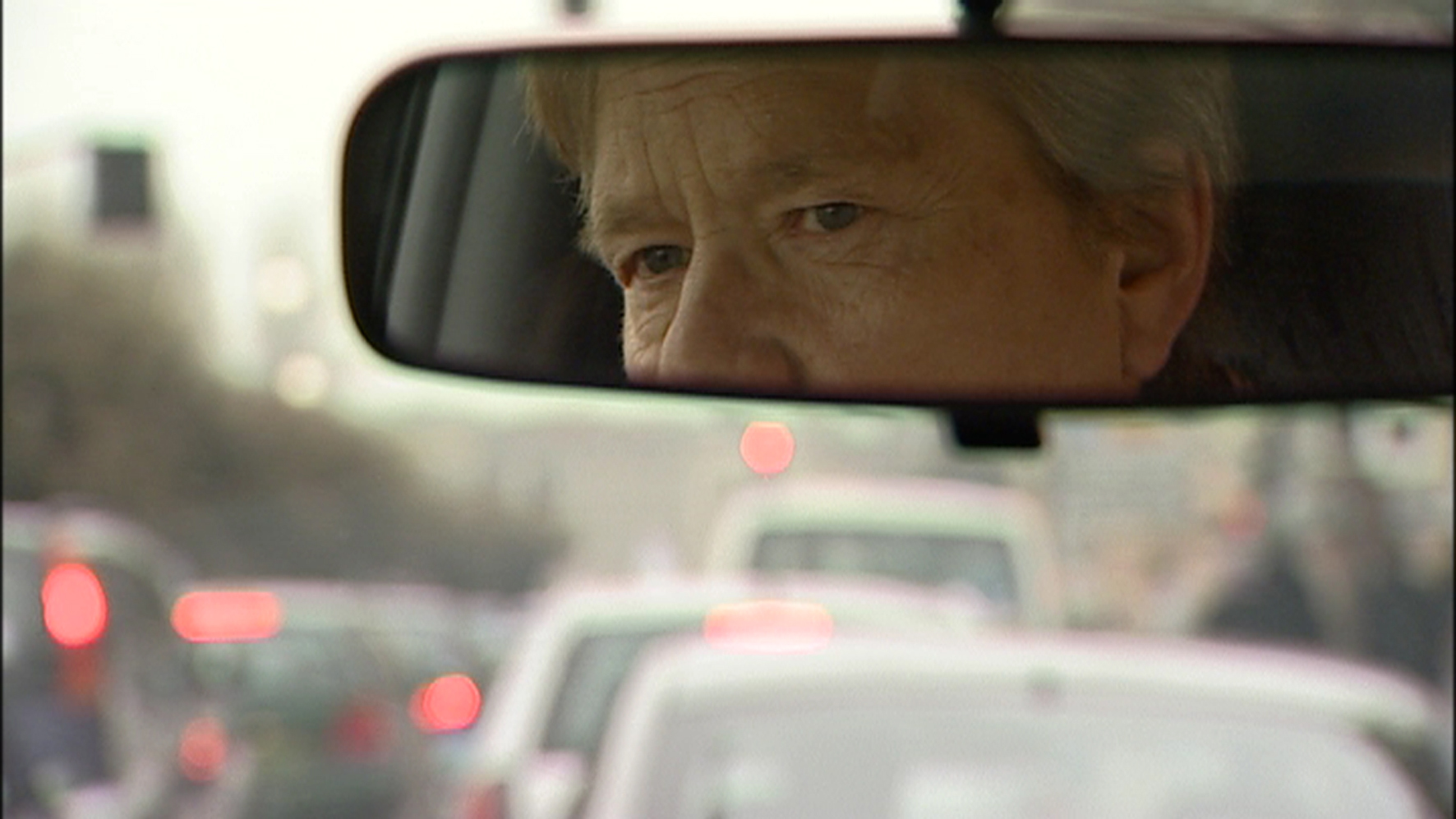
L’accompagnatrice Denise va rendre visite à Serge.

Denis Muller, théologien et éthicien, et Marco Vanotti, médecin psychiatre à l'Université de Lausanne, réagissent dans Le Temps à « La grande imposture d'EXIT ». Selon leur propre opinion, le succès d'EXIT est le signe inquiétant d'une grande indigence de pensée, sur le plan médical, éthique et religieux. « La plus importante est celle de faire croire à la légitimité du suicide comme expression de la plus haute liberté individuelle et à l'assistance au suicide comme une œuvre d'une compassion infinie pour le sujet malade, estiment-ils. Cette tendance à se dissimuler la souffrance à soi-même comme aux autres soutire la protection aux sujets suicidaires qui ont besoin d'en parler et aux proches qui se sentent démunis et empêche les manifestations de solidarité, de faire face ensemble aux difficultés. [...] L'imposture médicale, incapable d'éthique, se réfugie dans les bondieuseries, bouclant la boucle de la manipulation. On ne peut qu'appeler à la lucidité critique et à la résistance éthique ».

## Distinctions

### Récompenses
- 2007 : Mention d'honneur, Eurodok, Oslo[19];
- 2006 : Meilleur documentaire suisse au Prix du Cinéma Suisse;
- 2006 : Meilleure coproduction européenne Golden Link Award[20];
- 2006 : Inspiration Award – Honorable Mention au Full Frame Fest[21];
- 2006 : Prix Pathé de la Critique[22];
- 2006 : Mention du jury au FIFF, Namur.

### Nominations et sélections
- 2006 : Compétition officielle, FIPA, Biarritz;
- 2006 : Sélection "Body and Soul", Docpoint's festival, Helsinki;
- 2006 : Compétition internationale, 8e Rencontres Internationales du Documentaire de Montréal;
- 2006 : Compétition internationale, Festival du film francophone de Namur;
- 2006 : Compétition internationale, Brooklyn Int'l Film Festival (en), New York ;
- 2006 : Appellation Suisse, Locarno Film Festival;
- 2006 : Compétition internationale, Doclisboa, Lisbonne ;
- 2006 : Compétition meilleur documentaire, Festival international du film de Vancouver;
- 2005 : Compétition internationale, DocuDays Beirut Intl Documentary Festival[23];
- 2005 : Compétition internationale, Silverdocs Festival[24];
- 2005 : Compétition internationale, DOK.fest, München ;
- 2005 : Compétition internationale 4e Festival international du film des droits de l'homme de Paris;
- 2005 : Compétition internationale, Visions du Réel, Nyon.

## Analyse
- "Regarder la mort en face", Antoine Duplan et Sabine Pirolt, L'Hebdo no 35, 1er septembre 2005 (disponible en ligne)[25];
- "Exit ou la fuite du point de vue", Marthe Porret, Décadrages no 7, printemps 2006 (disponible en ligne)[26].